# Alastor turneri
Alastor turneri är en stekelart som beskrevs av Schulthess 1925. Alastor turneri ingår i släktet Alastor och familjen Eumenidae. Inga underarter finns listade i Catalogue of Life.